# Kadri Simson
Kadri Simson, född Must 22 januari 1977 i Tallinn, är en estnisk statsvetare och socialliberal politiker, tillhörande Estniska centerpartiet. Sedan 1 december 2019 är hon EU-kommissionär för energifrågor i kommissionen von der Leyen I. Hon var från november 2016 till april 2019 Estlands ekonomi- och infrastrukturminister i Jüri Ratas första regering.

## Biografi

### Uppväxt och utbildning
Simson är dotter till historikern och politikern Aadu Must (född 1951) och frun Ülle. Hon tog gymnasieexamen 1995 i Tartu och studerade därefter historia vid Tartu universitet, samt studerade till en masterexamen i statskunskap vid University College London.

### Politisk karriär
Simson blev medlem av Estniska centerpartiet 1995. Hon var partisekreterare från 2003 till 2007 och är sedan 2007 ledamot av Riigikogu och vice partiordförande. År 2009 blev hon även partiets gruppledare i parlamentet.
Simson utmanade den långvariga partiordföranden Edgar Savisaar om partiledarposten 2015, men förlorade valet. Savisaar avgick dock 2016 och den nya partiordföranden Jüri Ratas utsåg Simson till ekonomi- och infrastrukturminister i sin nya regering i november samma år.

### Familj
Kadri Simson var från 2008 till 2015 gift med journalisten Priit Simson (född 1977).